# Hexatoma (Eriocera) semirufa
Hexatoma (Eriocera) semirufa is een tweevleugelige uit de familie steltmuggen (Limoniidae). De soort komt voor in het Neotropisch gebied.